# 杜罗河畔比亚纳
杜罗河畔比亚纳（西班牙語：Viana de Duero）是西班牙卡斯蒂利亚-莱昂索里亚省的一个市镇。总面积56平方公里，总人口77人（2001年），人口密度1人/平方公里。